# حزب سوسیال‌دموکرات صربستان
حزب سوسیال دموکرات صربستان (صربی: Социјалдемократска партија Србије / Socijaldemokratska partija Srbije) یک حزب سیاسی سوسیال دموکرات در صربستان است.
این حزب در حال حاضر دارای ۹ کرسی در مجمع ملی است.
در ژوئن ۲۰۱۸ این حزب در انترناسیونال سوسیالیست به عنوان عضو ناظر پذیرفته شد.

## انتخابات پارلمانی
| سال  | رای محبوب | درصد از آرای مردمی | # صندلی   | تغییر   | ائتلاف       | دولت       |
| ---- | --------- | ------------------ | --------- | ------- | ------------ | ---------- |
| ۲۰۰۸ | ۱٬۵۹۰٬۲۰۰ | ۳۸٫۴۲٪             | ۴ از ۲۵۰  | 4       | ZES          | government |
| ۲۰۱۲ | ۸۶۳٬۲۹۴   | ۲۲٫۰۷٪             | ۹ از ۲۵۰  | 5       | ZBŽ          | government |
| ۲۰۱۴ | ۱٬۷۳۶٬۹۲۰ | ۴۸٫۳۵٪             | ۱۰ از ۲۵۰ | 1       | در اطراف SNS | government |
| ۲۰۱۶ | ۱٬۸۲۳٬۱۴۷ | ۴۸٫۲۵ درصد         | ۱۰ از ۲۵۰ | بی‌تغییر | در اطراف SNS | government |